# UOE

UOEのエンブレム

UOE（特殊作戦班、西：Unidadde Operaciones Especiales）は、スペイン海軍海兵隊艦隊連隊 (TEAR) に属している特殊部隊である。

## 概要
部隊人員は約160名で、部隊長は海軍中佐、部隊編成は、本部管理小隊、部隊戦術指揮小隊、医療支援小隊、教育支援小隊、2個作戦小隊、1個潜水小隊で成り立っている。
任務は、海兵隊の作戦展開前の情報偵察や対テロ任務であり、所属隊員は長距離潜水能力・空挺降下能力・コマンド能力などを身に付けており、あらゆる状況下での作戦実行が可能である。

## 歴史
1969年にスペインの旧植民地ギニアから自国民を退避させる任務を遂行したのが初任務であり、スペイン国内外で長年テロ組織ETAの取り締まり活動をしている。
2002年12月9日にイエメン沖を航行していた北朝鮮籍貨物船をアメリカ政府の要請により、スペイン海軍特殊部隊員が臨検し、臨検の結果、甲板上のセメントに覆われたコンテナからミサイル部品が発見された。このスペイン海軍特殊部隊員は、UOEだと言われている。
2009年、UOEを原型に海軍特殊部隊(Fuerza de Guerra Naval Especial)が誕生し、吸収される形で解体した。

## 使用兵器

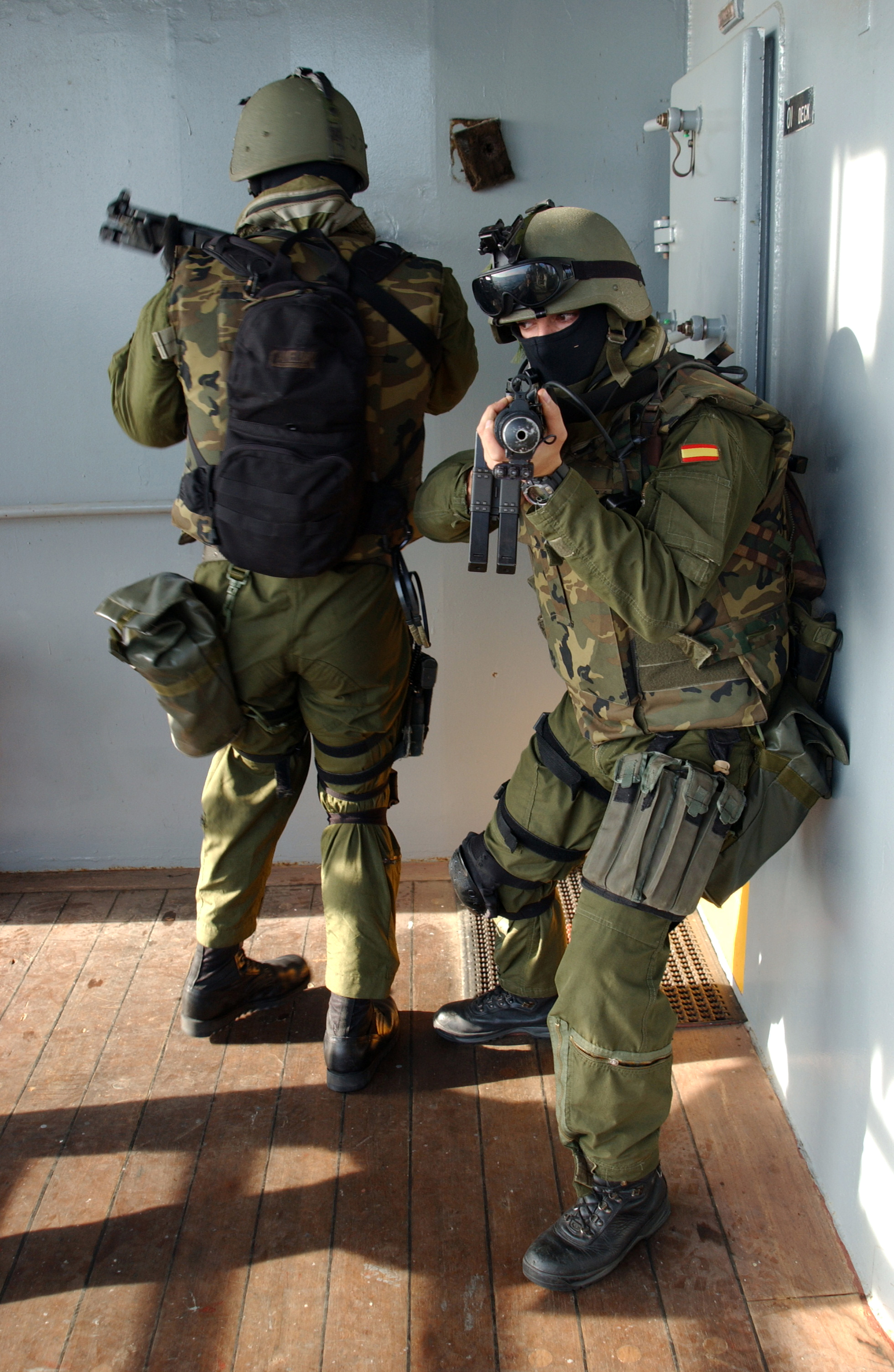
UOEの隊員

UOEの使用する銃器はこれらに限定されているわけではない。
- SIG SAUER P230 サイレンサー付きピストル
- H&K MP5 短機関銃
- H&K G36 アサルトライフル
- レミントンM870 ショットガン
- H&K MG4 軽機関銃
- セトメ アメリ 軽機関銃
- M60機関銃
- ラインメタルMG3 機関銃
- AW 狙撃銃
- バレットM95 重狙撃銃